# 鲁瑟
鲁瑟（法語：Rouceux，法語發音：[ʁusø]）是法国大东部大区孚日省的一个旧市镇。1965年，鲁瑟同市镇农库尔并入市镇讷沙托。

## 地理
鲁瑟（48°21'46"N, 5°41'26"E）面积12.09 平方千米，位于法国大東部大區孚日省，该省份为法国东北部内陆省份，北起默兹省和默尔特-摩泽尔省，西接上马恩省，南至上索恩省和贝尔福地区省，东临上莱茵省和下莱茵省。
鲁瑟的时区为UTC+01:00、UTC+02:00（夏令时）。

## 行政
鲁瑟的邮政编码为88300，INSEE市镇编码为88397。

## 人口
鲁瑟于1962年时的人口数量为2277人。